# DoDonPachi DaiFukkatsu
DoDonPachi DaiFukkatsu (яп. 怒首領蜂 大復活) (DoDonPachi Resurrection, ДоДонПачи Даифуккацу) — пятая аркадная игра в серии DonPachi компании Cave. Впервые игра была официально продемонстрирована на AOU2008 Amusement EXPO.

## Геймплей
Персонажи

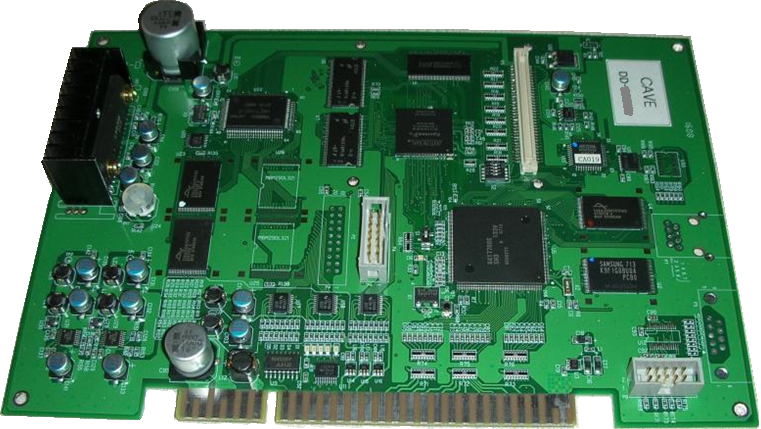
Аркадная система DoDonPachi DaiFukkatsu

В отличие от предыдущей игры, теперь «дочери элементов» выступают не на стороне игрока, а в качестве боссов, появляющихся в конце каждого уровня в образе гигантских девушек-роботов.
- Element Daughter 01 A.I
- Element Daughter 02 Next EXY
- Element Daughter 03 PERFECT
- Element Daughter 04 Ray’n
- Element Daughter 05 Shooty

Истребители
- Do-NX-SF-25B　Struggle Fighter «Deltasword» (красный): быстрая скорость, дополнительные турели стреляют концентрированно вперёд.
- Do-NX-AH-16B　Assault Helicopter «Biaxe» (зелёный): средняя скорость, основной тип стрельбы вперёд, дополнительньная стрельба ведётся за направлением движения игрока. только в версии 1.5)
- Do-NX-FB-72D　Fighting Bomber «Spearhead» (синий): медленная скорость, широкий радиус стрельбы.
- TYPE-A и Element Doll «Leinyan»: истребитель из Dodonpachi Daioujou, модифицированный под новую игру (только Arrange A)

Стиль стрельбы(Shot style)
- Бомбы (Bomb style): Нажатие клавиши B расходует бомбу из запаса. Бомбы перезаряжаются с помощью сбора соответствующих бонусов. Если включен режим «автобомбы», то при попадании по игроку автоматически будет израсходована бомба вместо потери жизни.
- Мощный стиль (Power style): Игрок может переключаться между Нормальным (Normal) и Усиленным (Boost) режимами, нажимая кнопку B. Усиленный режим увеличивает огневую мощь, но снижает скорость движения. Только в Power-стиле стирание пуль в «гипере» может заряжать счётчик гипера. Хоть в этом режиме у игрока изначально нет бомб и он не может их активировать вручную, при сборе бонуса бомбы и при условии того, что в данной версии игры включена «автобомба» по умолчанию, бомба будет активирована автоматически при попадании по игроку.
- Сильный стиль (Strong style): комбинированный стиль. В аркадных автоматах разблокировался после прохождения игры, в портированных играх доступен по умолчанию.

Счётчик гипера
«Гипер» (Hyper) можно активировать, когда заполнится счётчик гипера (горизонтальная полоса). После активации выстрелы игрока смогут стирать с экрана вражеские пули (а в Силовом стиле ещё и заряжать этот же счётчик, чтобы быстрее активировать его снова). Гипер заряжается по мере уничтожения врагов.
Контрлазер
Лазер игрока может блокировать слабые лазеры, выстреливаемых врагами, но сильные лазеры блокировать возможно только в Boost режиме. Когда активирован «гипер», лазер игрока может блокировать любые вражеские лазеры, как в обычном, так и в усиленном режиме.
Уровни
На каждом уровне есть два маршрута, причём второй из них доступен при определенных условиях; если эти условия будут соблюдены, то боссы оригинальной DoDonPachi появятся в качестве мид-боссов с обновлённой графикой и усложнёнными атаками. Хибачи (Hibachi), фирменный истинный финальный босс серии, появляется только после прохождения 5 уровня на втором круге (Ura loop) после уничтожения его механической формы Taisabachi (игра слов, поскольку это название переводится как «полковник-пчела» и явно отсылает к Лонгенеру), а его Supreme Killing Weapon (яп. 極殺兵器 Gokusatsu Heiki) — ядро «Хибачи» способно производить крайне сильные атаки и контратаки, когда используется контрлазер. Вокруг Хибачи включается защитный щит, когда игрок не может получать попадания, например при активации бомбы или гипера. Для менее опытных игроков можно открыть облегчённый второй круг, выполнив менее сложные условия (собрать 35 пчёл и не использовать продолжения, или не более 1 смерти вне зависимости от количества собранных пчёл), когда круг-«Ura» требует сбора всех 45 спрятанных пчёл, не более 1 смерти и не более 2 использований бомб.

## Разработка
Оригинальный релиз
Игра вышла на аркадном автомате. Вскоре была заменена версией 1.5.
Ver.1.5
Cave заменила оригинальные аркадные системы версией 1.5 бесплатно, были внесены следующие изменения:
- 2 дополнительные цифры для счётчика очков.
- Исправлена ошибка счётчика предметов.
- Добавлен ещё один тип истребителя (вертолёт Type-B «Biaxe»).
- Автобомба по умолчанию.
- Отрегулирован игровой баланс.
- Удалены безопасные точки и увеличена сложность битвы с истинным финальным боссом.

Ver.1.51
Эта аркадная система была продемонстрирована публике лишь раз — в 2010 на «Cave Matsuri Festival». Она отличается от Ver.1.5 другой системой сбора очков, игра проходится только за один круг, используется только 3 кнопки вместо 4 (Гипер и бомбы на одной кнопке, как в DoDonPachi Dai-Ou-Jou). Имеются и другие отличия.

### Black Label
Эта версия, вышедшая в январе 2011, содержит следующие изменения:
- Изменён выбор истребителя: игроки сначал выбирают тип истребителя, затем стиль (Бомбы, Мощность или Сила(Strong)). Стиль теперь соответствует лёгкому, среднему и сложному уровню сложности соответственно. Игроки могут выбрать сами, следует ли использовать автобомбу или нет.
- Истребители могут стрелять лазеры и пули одновременно.
- Размер каждой 5ой цифры счётчика очков увеличен для облегчения чтения.
- Добавленная Красная (Red, обыгранна в японском как 烈怒, со значением «ярость») шкала, которая заполняется, когда оба оружия стреляют одновременно, и падает в обратном случае. Сложность игры увеличивается, когда она пересекает определенный порог и входит в «Красный режим» (Red mode). Шкала сбрасывается при промахе, и уменьшается после окончания гипера.
- Шкала гипера теперь увеличвается очень медленно, если игра не в Red Mode. Кроме того, гипер-режим оканчивается быстрее после его использования.
- Теперь можно «собирать» гиперы в Power-стиле. Если продолжать увеличивать шкалу гипера, то при заполнении шкалы он сохранится в инвентаре, как бомба.
- Активация гипера теперь показывает текущий уровень (rank) эффективности гипера по временному блокированию пуль.
- Бонусы-пчёлы на уровнях теперь имеют иное предназначение.
- Хибачи (истинный финальный босс) теперь может быть достигнут при определенных условиях. Кроме того, сложность / прочность обоих финальных боссов — Таисабачи, переименованного в Supreme Weapon of Extreme Hellish Annihilation - Golden Disaster (яп. 獄滅極戮至高兵器ゴールデン・ディザスター Gokumetsu-Gokuriku Shikou-Heiki Gooruden Dizasutaa'') и Хибачи значительно усилилась.
- Комбо за попадания теперь считаются иначе. Конкретнее, комбо за попадания не поднимаются так же быстро, если шкала «Red Mode» не стала красной.
- Была заменена вся музыка.

Саундтрек игры включает трек под названием «Zatsuza». Ходили слухи, что это тема для другого финального босса, достигаемого при ещё более строгих условиях. Это было официально подтвержденно CAVE. Затсуза заменяет Хибачи в качестве истинного финального босса.

### Музыка
- DoDonPachi DaiFukkatsu Original Sound Track — CD с 23 треками, включающий музыку и семплы голоса озвучивания с видеоигры, и бонусную песню Image Song (Bonus Track) пародирующую жанр японской национальной музыки ондо[англ.]. Саундтрек был выпущен 26 января 2009 года.
- DoDonPachi DaiFukkatsu Black Label Original Sound Track был выпущен 20 февраля 2010
- Аранжировки саундтрека тоже были выпущены. Такой же, как и CD, включённый в Version 1.5 Limited Edition и Resurrection Deluxe Edition — порты для Xbox 360.
- Эксклюзивный саундтрек для iOS тоже был выпущен отдельным CD.

## Релизы

### Microsoft Windows
Версия для Microsoft Windows была анонсирована на мероприятии «Cave Matsuri» 26 апреля 2016, и вышла в Steam 14 октября 2016. Эта версия включает весь доступный ранее контент с Xbox 360, включая Version 1.51, которая была платным DLC для европейского релиза, и эксклюзивный для Японии Black Label Arrange Mode, а также саундтрек.

## Оценки
| Сводный рейтинг    | Сводный рейтинг              |
| Агрегатор          | Оценка                       |
| ------------------ | ---------------------------- |
| GameRankings       | 87,14 % (iOS) 76,17 % (X360) |
| Metacritic         | 89/100 (iOS) 77/100 (X360)   |
| Иноязычные издания |                              |
| Издание            | Оценка                       |
| 1UP.com            | A (iOS)                      |
| Eurogamer          | 9/10 (iOS) 8/10 (X360)       |
| Famitsu            | 30/40 (X360)                 |
| IGN                | 8/10 (iOS)                   |
| OXM                | 4/5 (X360)                   |
| Награды            |                              |
| Издание            | Награда                      |
| Pocket Gamer       | 2011 Best Action/Arcade Game |